# Championnats du monde de snowboard 2009
Navigation
Édition précédente Édition suivante
La 8e édition des championnats du monde de snowboard se déroule dans la station de « Hyundai Sungwoo Resort » dans la province de Gangwon en Corée du Sud entre le 15 et le 25 janvier 2009. L'évènement est géré par la fédération internationale de ski. C'est la première fois que l'Asie et donc la Corée du Sud accueille cet évènement après six éditions en Europe (1996, 1997, 1999, 2001, 2003 et 2007) et une en Amérique du Nord (2005).
Près de 45 nations y participent. Neuf épreuves sont programmées, cinq pour les hommes, quatre pour les femmes : half-pipe, slalom géant parallèle, slalom parallèle, snowboardcross et big air (seulement pour les hommes).

## Déroulement de la compétition
Les premières épreuves sont le snowboardcross masculin et féminin qui se sont déroulés le dimanche 18 janvier. Chez les hommes, l'Autrichien Markus Schairer (leader du classement du snowboardcross de la coupe du monde 2009) devant le tenant du titre français Xavier de Le Rue et l'Américain Nick Baumgartner, chez les femmes la victoire revient à la Norvégienne Helene Olafsen (dossard 7) devant deux suissesses Olivia Nobs et Mellie Francon.
Le mardi 21 janvier, sont organisées les épreuves de slalom géant parallèle, l'Autrichienne Marion Kreiner remporte le titre devant sa compatriote Doris Günther, en troisième place on retrouve la Suissesse Patrizia Kummer, chez les hommes Jasey Jay Anderson décroche son quatrième titre en championnats du monde (un record) en battant en finale le Français Sylvain Dufour, à la troisième place on retrouve le Canadien Matthew Morison.
Le mercredi 22 janvier, sont organisées les épreuves de slalom parallèle (épreuve non-présente aux Jeux olympiques d'hiver), l'Autriche ajoute un troisième titre depuis le début de l'évènement avec la victoire de Benjamin Karl (quatrième la veille en géant) contre le Français Sylvain Dufour (qui empoche là sa deuxième médaille), le podium est complété par l'Allemand Patrick Bussler. Chez les femmes, la Suissesse Fränzi Mägert-Kohli permet à la Suisse d'acquérir son premier titre, elle s'impose contre Doris Günther (deuxième médaille d'argent de ces championnats à l'instar de Sylvain Dufour), à la troisième place on retrouve Ekaterina Tudegesheva.

### Hommes
| Épreuves                          | Or                 | Argent           | Bronze           |
| --------------------------------- | ------------------ | ---------------- | ---------------- |
| Snowboardcross 18 janvier         | Markus Schairer    | Xavier de Le Rue | Nick Baumgartner |
| Slalom géant parallèle 20 janvier | Jasey Jay Anderson | Sylvain Dufour   | Matthew Morison  |
| Slalom parallèle 21 janvier       | Benjamin Karl      | Sylvain Dufour   | Patrick Bussler  |
| Half-pipe 23 janvier              | Ryoh Aono          | Jeff Batchelor   | Mathieu Crepel   |
| Big air 24 janvier                | Markku Koski       | Seppe Smits      | Stefan Gimpl     |

### Femmes
| Épreuves                          | Or                  | Argent         | Bronze                |
| --------------------------------- | ------------------- | -------------- | --------------------- |
| Snowboardcross 18 janvier         | Helene Olafsen      | Olivia Nobs    | Mellie Francon        |
| Slalom géant parallèle 20 janvier | Marion Kreiner      | Doris Günther  | Patrizia Kummer       |
| Slalom parallèle 21 janvier       | Fränzi Mägert-Kohli | Doris Günther  | Ekaterina Tudegesheva |
| Half-pipe 23 janvier              | Jiayu Liu           | Holly Crawford | Paulina Ligocka       |

### Tableau des médailles
| Rang | Nation     | Or | Argent | Bronze | Total |
| ---- | ---------- | -- | ------ | ------ | ----- |
| 1    | Autriche   | 3  | 2      | 1      | 6     |
| 2    | Suisse     | 1  | 1      | 2      | 4     |
| 3    | Canada     | 1  | 1      | 1      | 3     |
| 4    | Chine      | 1  | 0      | 0      | 1     |
| 4    | Japon      | 1  | 0      | 0      | 1     |
| 4    | Norvège    | 1  | 0      | 0      | 1     |
| 7    | France     | 0  | 3      | 1      | 4     |
| 8    | Australie  | 0  | 1      | 0      | 1     |
| 8    | Belgique   | 0  | 1      | 0      | 1     |
| 10   | Allemagne  | 0  | 0      | 1      | 1     |
| 10   | États-Unis | 0  | 0      | 1      | 1     |
| 10   | Pologne    | 0  | 0      | 1      | 1     |
| 10   | Russie     | 0  | 0      | 1      | 1     |

## Résultats détaillés

### Hommes
| Rang | Snowboardeur           |
| ---- | ---------------------- |
| 1    | Markus Schairer        |
| 2    | Xavier de Le Rue       |
| 3    | Nick Baumgartner       |
| 4    | Tom Velisek            |
| 5    | Seth Wescott           |
| 6    | Graham Watanabe        |
| 7    | Hans-Joerg Unterrainer |
| 8    | Lukas Gruener          |

| L'épreuve est sous forme de coupe à élimination directe. Au départ huit groupes de quatre snowboardeurs (huitième-de-finale), les deux premiers de chaque groupe se qualifient pour le tour suivant, c'est ainsi jusqu'en demi-finale où les deux meilleurs de chaque groupe de demi-finale accèdent à la finale et les deux derniers à la petite finale. L'édition est remportée par l'Autrichien Markus Schairer (leader du classement du snowboardcross de la coupe du monde 2009) devant le tenant du titre français Xavier de Le Rue (dossard 2), l'Américain Nick Baumgartner (dossard 5) et le Canadien Tom Velisek (dossard 14), la petite finale est remportée par l'Américain Seth Wescott (dossard 6, champion olympique en titre). Les favoris qui ont failli sont le Suisse Fabio Caduff (dossard 3, 9e éliminé en quart-de-finale), le Norvégien Stian Sivertzen (dossard 4, 10e éliminé en quart-de-finale) et le Canadien François Boivin (dossard 7, 11e éliminé en quart-de-finale). Deux médaillés aux olympiades 2006 n'ont pas pris part à l'épreuve : Paul-Henri de Le Rue (médaille d'argent, ne s'est pas aligné en huitième de finale, 32e) et Radoslav Zidek (médaillé de bronze). Les dossards étaient déterminés en fonction de leurs résultats dans les séances de qualification du 17 janvier pour le tableau final. |
| Résultats officiels |

| Rang | Snowboardeur       |
| ---- | ------------------ |
| 1    | Jasey Jay Anderson |
| 2    | Sylvain Dufour     |
| 3    | Matthew Morison    |
| 4    | Benjamin Karl      |
| 5    | Siegfried Grabner  |
| 6    | Andreas Prommegger |
| 6    | Simon Schoch       |
| 8    | Michael Lambert    |

| L'épreuve est sous forme de coupe à élimination directe. Au départ les huitième-de-finale opposent un duel entre deux snowboardeurs, le vainqueur se qualifie pour le tour suivant jusqu'en finale, les deux demi-finalistes perdants participent à une petite finale. Le Canadien Jasey Jay Anderson s'impose contre le Français Sylvain Dufour, en petite finale le Canadien Matthew Morison prend la troisième place devant l'Autrichien Benjamin Karl. Cette édition a réservé des surprises en raison de l'élimination précoce du Slovène Rok Flander (dossard 1, champion du monde en titre) par Karl en huitièmes de finale, de l'Italien Roland Fischnaller (dossard 2, troisième au classement de la coupe du monde en parallèle) qui n'a pas passé les qualifications. Le Suisse Simon Schoch (dossard 4, vice-champion olympique) est éliminé en quart-de-finale par Jasey Jay Anderson comme l'Autrichien Siegfried Grabner (dossard 5, médaille de bronze olympique et champion du monde en 2003) par Sylvain Dufour. Il s'agit du troisième titre de champion du monde de slalom géant parallèle pour Anderson. |
| Résultats officiels |

| Rang | Snowboardeur       |
| ---- | ------------------ |
| 1    | Benjamin Karl      |
| 2    | Sylvain Dufour     |
| 3    | Patrick Bussler    |
| 4    | Rok Flander        |
| 5    | Simon Schoch       |
| 6    | Jasey Jay Anderson |
| 7    | Andreas Prommegger |
| 8    | Matthew Morison    |

| Comme le slalom géant parallèle, l'épreuve est sous forme de coupe à élimination directe. Au départ les huitième-de-finale opposent un duel entre deux snowboardeurs, le vainqueur se qualifie pour le tour suivant jusqu'en finale, les deux demi-finalistes perdants participent à une petite finale. L'Autrichien Benjamin Karl s'impose en finale devant le Français Sylvain Dufour. L'épreuve ne fut pas exempt de surprises puisque le champion du monde en titre le Suisse Simon Schoch est éliminé en quart-de-finale par Dufour qui élimine en demi-finale le Slovène Rok Flander (médaille de bronze en 2007). Benjamin Karl (vainqueur du globe de cristal de parallèle en 2008 en coupe du monde) remporte son premier titre de champion du monde. |
| Résultats officiels |

### Femmes
| Rang | Snowboardeuse          |
| ---- | ---------------------- |
| 1    | Helene Olafsen         |
| 2    | Olivia Nobs            |
| 3    | Mellie Francon         |
| 4    | Maelle Ricker          |
| 5    | Sandra Frei            |
| 6    | Julie-Wendel Lundholdt |
| 7    | Doresia Krings         |
| 8    | Alexandra Jekova       |

| L'épreuve est sous forme de coupe à élimination directe. Au départ quatre groupes de quatre snowboardeurs (quart-de-finale), les deux premieres de chaque groupe se qualifient pour le tour suivant, puis en demi-finale les deux meilleures de chaque groupe accèdent à la finale et les deux derniers à la petite finale. L'édition est remportée par la Norvégienne Helene Olafsen (dossard 7) devant deux suissesses Olivia Nobs (dossard 1), Mellie Francon (dossard 2) et la Canadienne Maelle Ricker (dossard 9). La petite finale est remportée par Sandra Frei (dossard 3). Toutes les Américaines dont Lindsey Jacobellis (médaillée d'argent aux JO de 2006) ont fait l'impasse sur cette compétition pour préparer les X-Games 2009 qui se déroulent le week-end suivant, la championne olympique en titre Tanja Frieden est forfait en raison d'une blessure à la cheville tout comme la médaillée de bronze Dominique Maltais. Les dossards étaient déterminés en fonction de leurs résultats dans les séances de qualification du 17 janvier pour le tableau final. |
| Résultats officiels |

| Rang | Snowboardeuse         |
| ---- | --------------------- |
| 1    | Marion Kreiner        |
| 2    | Doris Günther         |
| 3    | Patrizia Kummer       |
| 4    | Tomoka Takeuchi       |
| 5    | Ekaterina Tudegesheva |
| 6    | Nicolien Sauerbreij   |
| 7    | Claudia Riegler       |
| 8    | Nathalie Desmares     |

| L'épreuve est sous forme de coupe à élimination directe. Au départ les huitième-de-finale opposent un duel entre deux snowboardeurs, le vainqueur se qualifie pour le tour suivant jusqu'en finale, les deux demi-finalistes perdants participent à une petite finale. Quatrième aux mondiaux de 2007 et vice-championne olympique en 2006, l'Autrichienne Marion Kreiner devient championne du monde devant sa compatriote Doris Günther. La troisième revient à la Suissesse Patrizia Kummer qui s'impose en petite finale contre la Japonaise Tomoka Takeuchi. La tenante du titre Ekaterina Tugesheva termine 5e (éliminée par Kreiner) et la vice-championne du monde 2007 Amelie Kober (10e) est éliminée en huitième de finale par la Française Nathalie Desmares. |
| Résultats officiels |

| Rang | Snowboardeuse         |
| ---- | --------------------- |
| 1    | Fränzi Mägert-Kohli   |
| 2    | Doris Günther         |
| 3    | Ekaterina Tudegesheva |
| 4    | Heidi Neururer        |
| 5    | Claudia Riegler       |
| 6    | Eri Yanetani          |
| 7    | Marion Kreiner        |
| 8    | Alexa Loo             |

| L'épreuve est sous forme de coupe à élimination directe. Au départ les huitième-de-finale opposent un duel entre deux snowboardeurs, le vainqueur se qualifie pour le tour suivant jusqu'en finale, les deux demi-finalistes perdants participent à une petite finale. La Suissesse Fränzi Mägert-Kohli remporte son premier titre de championne du monde s'imposant en finale contre l'Autrichienne Doris Günther (vice-championne du monde de slalom géant la veille et leader du classement du parallèle), pour la troisième place Ekaterina Tudegesheva (championnat du monde du géant en 2007) bat l'Autrichienne Heidi Neururer (championne du monde en titre). |
| Résultats officiels |